# Wrocław-Krzyki (Stadtbezirk)

Krzyki auf der Karte von Breslau

Wrocław-Krzyki (Krietern) oder einfach Krzyki (Krietern) ist ein Stadtbezirk im Süden und im Südosten der Stadt   Breslau in der polnischen Woiwodschaft Niederschlesien.

## Allgemeines
Seit dem Jahr 1990 haben in der polnischen Kommunalpolitik die kleineren Stadtteile (pl. Osiedle) an Bedeutung gewonnen, doch ein Stadtbezirk wie Krzyki besitzt nach wie vor einige Stadtbezirksbehörden wie eine eigene Finanzbehörde (pl. Urząd Skarbowy), ein Gesundheitsamt oder ein Polizeipräsidium.
Da im Jahr 1945 die Rote Armee die Festung Breslau vom Süden und vom Westen stürmte, wurden die innerstädtischen Stadtteile des Stadtbezirks Krzyki/Krietern (ehemaliges Wilhelm-Viertel) fast vollständig zerstört. Sie wurden nach dem Krieg mit Plattenbausiedlungen bebaut.
Ein Gebiet an der Hauptstraße Aleja Powstańców Śląskich (Kaiser-Wilhelm-Straße bzw. „Straße der SA“ in der NS-Zeit), ca. 1,5 km vom Marktplatz entfernt, bleibt weiterhin unbebaut. Am südlichen Rand dieses Areals wurde 2007 das Hochhaus Poltegor abgerissen (es war mit 92 m Dachhöhe das bis dahin höchste Hochhaus der Stadt), am nördlichen Rand das größte Hotel der Stadt (Hotel Wrocław), doch sämtliche Pläne für den Bau eines Neuen Südlichen Zentrums auf der mehrere Hektar großen Fläche zwischen diesen Gebäuden bleiben unverwirklicht.
Im Süden des Stadtbezirks befinden sich einige der bevorzugten Wohngegenden der Stadt, vor allem die Stadtteile Ołtaszyn/Oltaschin und Wojszyce/Woischwitz.
Im früheren Vorort Klettendorf (jetzt Stadtteil Klecina) befand sich bis 1945 eine der bedeutendsten Zuckerfabriken, in der der in ganz Deutschland und im benachbarten Ausland bekannte Feinzucker Klettendorfer Raffinade produziert wurde. Das unter Vom Rath, Schoeller & Skene firmierende Unternehmen war durch Fusionen mit anderen Zuckerfabriken im Landkreis Breslau (z. B. Koberwitz, Kreika) gewachsen.

## Stadtbezirksgliederung

Inzwischen eingemeindete Außenbezirke Breslaus, darunter das ehemalige Dorf Brockau im Süden, auf einer Landkarte von 1905

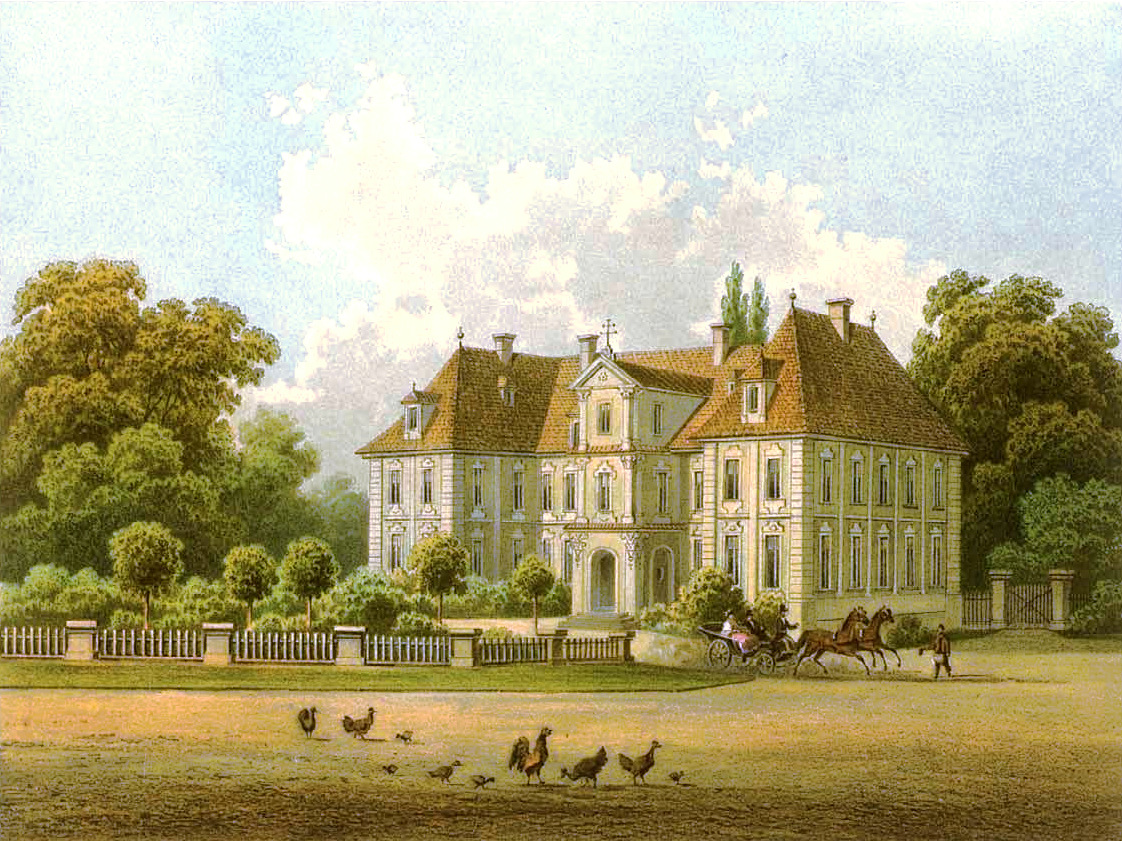
Rittergut Brockau um 1860, Sammlung Alexander Duncker

Die Stadtteile des Stadtbezirks Krzyki/Krietern sind (in den Klammern das Jahr der Eingemeindung nach Wrocław bzw. Breslau):
- Bieńkowice/Benkwitz (1951)
- Bierdzany/Pirscham (1928)
- Borek/Kleinburg (1897)
- Brochów/Brockau (1951)
- Dworek/Höfchen (1868)
- Gaj/Herdain (1904)
- Huby/Huben (1868) mit früher selbstständigen Glinianki (Lehmgruben) und Pola Stawowe (Teichäcker)[1]
- Jagodno/Lamsfeld (1951)
- Klecina/Klettendorf (1951)
- Krzyki/Krietern (1928)
- Książe Małe/Klein Tschansch (1937–1945: Klein Ohlewiesen) (1928)
- Książe Wielkie/Groß Tschansch (1937–1945: Groß Ohlewiesen) (1928)
- Lamowice Stare/Alt-Lammerwitz (1951)
- Nowy Dom/Neuhaus (1928)
- Ołtaszyn/Oltaschin (1937–1945: Herzogshufen) (1951)
- Opatowice/Ottwitz (1928)
- Partynice/Hartlieb (1928)
- Południe/Kaiser-Wilhelm-Viertel (1868)[2]
- Przedmieście Oławskie/Ohleviertel (1808)
- Rakowiec/Morgenau (1808 und 1904)
- Siedlec/Zedlitz (1904)
- Świątniki/Schweitnig (1928)
- Tarnogaj/Dürrgoy (1904)
- Wilczy Kąt/Wolfswinkel (1808)
- Wojszyce/Woischwitz (1937–1945: Hoinstein) (1951)